# Les Rangers de l'espace
 (décembre 2016).
Les Rangers de l'espace (Road Rovers) est une série télévisée d'animation américaine produit par Warner Bros. Animation, en treize épisodes de 30 minutes diffusée du 7 septembre 1996 au 22 février 1997 dans le bloc de programmation Kids' WB.
La série suit les aventures des Road Rovers, une équipe de cinq chiens anthropomorphes surpuissants qui luttent contre le crime, connus sous le nom de "cano-sapiens". Les personnages vivent tous avec les dirigeants mondiaux, y compris le président des États-Unis, le Premier ministre britannique, le chancelier d'Allemagne, le président suisse et le président de la Russie.

## Synopsis
Un an plus tôt, à Socorro, au Nouveau-Mexique, le professeur Shepherd a été contraint d'abandonner sa technologie de transdogmateur expérimental au général Parvo en échange du retour de son chien kidnappé Scout, mais Parvo a refusé de le faire et a détruit son laboratoire. Un an plus tard, alors que Parvo transforme les chiens normaux en monstres, Shepherd, qui a miraculeusement survécu à l'attaque, prend des mesures pour l'arrêter.
Shepherd sélectionne cinq chiens différents et dans son nouveau laboratoire souterrain secret, il utilise son nouveau transdogmifiant sur les cinq, les transformant en "Cano sapiens". Ces chiens sont les animaux de compagnie des dirigeants mondiaux, et lorsqu'ils sont appelés à l'action, ils sont une équipe de combattants du crime connue sous le nom de Road Rovers.

## Personnages

### Hunter
Hunter est un golden retriever originaire des États-Unis et qui est le leader des Rangers. Hunter est le plus décontracté du groupe et à cause de ça, il peut agir de manière stupide mais malgré ça, il est un valeureux Ranger qui se bat au nom de la justice et il sait prendre les bonnes décisions. Il a pour super-pouvoir une incroyable vitesse qui lui permet de courir très vite comme Flash le super-héros. Dans le dernier épisode, Hunter retrouve sa mère qui vit dans une ferme. En tant que chien normal, Hunter est le chien du président des États-Unis.

### Colleen
Colleen est une colley originaire d'Angleterre. Colleen est le seul membre féminin du groupe et qui n'a pas de super-pouvoir mais elle sait se défendre grâce à son aptitude à se battre en utilisant les arts martiaux. Colleen s'entend bien avec les autres Rangers à l'exception de Blitz qu'elle considère comme un étranger et elle écorche toujours son nom ou bien l’appeler avec un surnom hilarant car elle ne semble pas aimer Blitz qui lui en revanche est amoureux d'elle mais cette dernière est amoureuse de Hunter. En tant que chienne normale, elle est la chienne de la reine d’Angleterre.     

### Blitz
Blitz est un dobermann originaire d'Allemagne. Blitz est le plus agressif et le plus peureux des Rangers car quand il est en danger, il montre un caractère de trouillard et de lâche et il aussi un égo surdimensionné car il adore son physique au point d'embrasser ses muscles. Il a aussi une attirance pour le sexe opposé car il craque sur n'importe quelle chienne qu'il trouve belle notamment Colleen qui ne l'aime pas et qui le considère comme un étranger au point d'écorcher son nom et de lui donner un surnom hilarant à chacune de leurs interactions ce qui peut énerver ce dernier au point de vouloir la mordre mais elle finit toujours par le battre et l'humilier. Il a comme pouvoir des crocs acérés et une mâchoire qui lui permet de broyer le métal. En tant que chien normal, Blitz est le chien du chancelier fédéral d'Allemagne.

### Exile
Exile est un husky originaire de Sibérie. Il est très appliqué dans les missions et il s'entend bien avec les autres Rangers sauf avec Blitz qu'il trouve bizarre. Il a pour super-pouvoir une grande force et une capacité à tirer des rayons laser et des rayons qui congèlent ses cibles avec les yeux. En tant que chien normal, il a pour maître le président de la fédération de Russie.  

### Shag
Shag est un bobtail originaire de Suisse. Shag est le seul Ranger qui a une transformation incomplète et qui n'a pas de super-pouvoir avec Colleen et ne porte pas non plus d'uniforme à cause de sa fourrure et personne ne comprend ce qu'il dit. Il est aussi trouillard que Blitz mais il reste loyal envers le groupe. En tant que chien normal, il a pour maitre le président de la Confédération suisse.

### Muzzle
Le Rottweiler du professeur Shepherd, qui était auparavant connu sous le nom de Scout avant d'être kidnappé et expérimenté par Parvo et rendu fou. En conséquence, il est souvent retenu sur une charrette et n'est relâché que lorsque les Rovers ont besoin de lui.

### Général Parvo
Le principal ennemi des Road Rovers, qui cherche à détruire le professeur Shepherd et à conquérir le monde. Il était auparavant un chat avant que l'assistant de Shephard, Jeffrey Otitus, ne le capture et ne le transforme en "Felo-Sapien". Contrairement à d'autres animaux transformés, il ressemble en grande partie à un humain, à l'exception de ses oreilles de chat, qui sont généralement cachées par son casque.

## Distribution

### Voix originales
- Jess Harnell : Hunter
- Tress MacNeille : Colleen
- Jeff Bennett : Blitz
- Kevin Michael Richardson : Exile
- Frank Welker : Shag / Muzzle
- Joseph Campanella : Pr William F. Shepherd
- Jim Cummings : le général Parvo
- Sheena Easton : The Groomer
- Larry Drake : Zachary Storm
- George Dzundza : Gustav Havoc

### Voix françaises
- Lionel Tua : Hunter
- Olivier Destrez : Exile
- Michèle Lituac : Colleen
- Michel Dodane : Blitz
- Gérard Rinaldi : Pr William F. Shepherd et Shag
- Luq Hamet, Jean-Claude Montalban, Maïk Darah : voix additionnelles

## Épisodes
1. Et c'est parti ! (Let's Hit the Road)
2. Tempête dans le Pacifique (Storm from the Pacific)
3. titre français inconnu (A Hair of the Dog That Bit You)
4. titre français inconnu (Where Rovers Dare)
5. titre français inconnu (Let Sleeping Dogs Lie)
6. titre français inconnu (Hunter's Heroes)
7. Le chien qui en savait trop (The Dog Who Knew Too Much)
8. titre français inconnu (Dawn of he Groomer)
9. Défauts dans le système (Still a Few Bugs in the System)
10. On ne mélange pas chiens et chats (Reigning Cats and Dogs)
11. À la recherche de l'or perdu (Gold and Retrievers)
12. titre français inconnu (Take Me to Your Leader)
13. Une journée particulière (A Day in the Life)

## Médias à domicile
Un DVD multi region de l'ensemble de la série a été annoncé le 4 février 2015 par Warner Archive et publié le 10 février 2015. Tous les épisodes peuvent être achetés numériquement sur Amazon Prime, Google TV, Apple TV+ et YouTube.

## Dans la culture populaire
Une statue de Hunter fait une apparition dans l'épisode "Machination" de Titi et Grosminet mènent l'enquête.